# Curiosity (bài hát của Carly Rae Jepsen)
"Curiosity" là một bài hát của nghệ sĩ thu âm người Canada Carly Rae Jepsen, nằm trong đĩa EP đầu tay của cô, Curiosity (2012). "Curiosity" được chọn làm đĩa đơn thứ hai từ EP và được chính thức phát hành vào ngày vào ngày 1 tháng 5 năm 2012 bởi hãng ghi âm 604 Records. Được sản xuất và sáng tác bởi Ryan Stewart, "Curiosity" là một bài hát nhạc pop tràn đầy lạc quan, chịu ảnh hưởng từ dòng nhạc dance và synthpop. "Curiosity" đã nhận được nhiều lời khen ngợi từ giới phê bình đương đại, họ cho rằng bài hát này khá là giống với đĩa đơn trước đó của cô, "Call Me Maybe". Sau khi được phát hành, bài hát đã đạt được vị trí thứ 21t trên bảng xếp hạng Canadian Hot 100. Một phiên bản khác của bài hát đã được xuất hiện trong album phòng thu đầu tay của cô, Kiss.

## Phát hành
Tiếp nối sự thành công của đĩa đơn đầu tiên "Call Me Maybe", EP Curiosity, đã được phát hành vào 14 tháng 2 năm 2012 ở Canada, và đã đạt được vị trí thứ sáu. Bài hát chủ đề của EP được viết bởi Jepsen, được sản xuất và bổ sung bởi Ryan Stewart. Bài hát được phát hành là đĩa đơn thứ hai của EP vào ngày 1 tháng 5 năm 2012.

## Biểu diễn thực tế
Vào ngày 26 tháng 3 năm 2012, Jepsen tới WBBM-FM's Morning Show và biểu diễn hai bài hát thuộc EP, "Call Me Maybe" and "Curiosity".

## Danh sách bài hát
- Tải kỹ thuật số[6]

1. "Curiosity" – 3:26

## Xếp hạng và chứng nhận

### Xếp hạng
Sau khi phát hành, "Curiosity" đã đạt được vị trí thứ 21 tại Canadian Hot 100. Đây là bài hát thứ hai của cô lọt vào Top 20 trên bảng xếp hạng này.
| Bảng xếp hạng (2012)                     | Vị trí cao nhất |
| ---------------------------------------- | --------------- |
| Canada (Canadian Hot 100)                | 18              |
| South Korea International Singles (Gaon) | 49              |

### Chứng nhận
| Quốc gia                                                                           | Chứng nhận | Số đơn vị/doanh số chứng nhận |
| ---------------------------------------------------------------------------------- | ---------- | ----------------------------- |
| Canada (Music Canada)                                                              | Vàng       | 0*                            |
| * Chứng nhận dựa theo doanh số tiêu thụ. ^ Chứng nhận dựa theo doanh số nhập hàng. |            |                               |

## Lịch sử phát hành
| Quốc gia | Ngày               | Định dạng       | Hãng đĩa |
| -------- | ------------------ | --------------- | -------- |
| Canada   | 1 tháng 5 năm 2012 | Tải kỹ thuật số | 604      |